# Лукьянчиков (хутор)
Лукьянчиков — хутор в Воронежской области Российской Федерации.
Входит в состав  Нижнемамонского 1-е сельского поселения Верхнемамонского района.

## География
Хутор находится в юго-восточной части Воронежской области, к северу от реки Ковыльный, в 2 км от реки Дон, на левом её берегу.
Ближайшие населенные пункты: Нижний Мамон.

## Население
| 2010 | 2021 |
| ---- | ---- |
| 1    | ↗8   |

## Инфраструктура
Автобусная остановка, 9 домов.